# Quirinus Šlik
Quirín či Quirinus Šlik (německy Quirin Schlik, † 1498) byl český šlechtic z loketské linie rodu Šliků, člen Řádu německých rytířů. Narodil se jako syn hraběte Jeronýma I. Šlika a jeho manželky paní ze Zelkingu. V roce bojoval při tažení do Polska, kde zemřel na bojišti, podobně jako předtím jeho otec.